# Niederer Eichham
Niederer Eichham är en bergstopp i Österrike. Den ligger i distriktet Lienz och förbundslandet Tyrolen, i den centrala delen av landet. Toppen på Niederer Eichham är 3 247 meter över havet.
Den högsta punkten i närheten är Großer Hexenkopf, 3 314 meter över havet, 1,3 km nordväst om Niederer Eichham.
Trakten runt Niederer Eichham består i huvudsak av kala bergstoppar och isformationer.